# Conservatorio Nacional de Música Juan José Landaeta
Conservatorio Nacional de Música Juan José Landaeta, adscrito al Ministerio de Educación y al Ministerio del Poder Popular para la Cultura. Está ubicado en la Gran Caracas, Urbanización Chuao, sector este de la ciudad, Municipio Baruta del Estado Miranda. Fue fundado en 1971 por el Maestro Ángel Sauce, quien se dedicó plenamente al final de su carrera a ser el Director-Fundador del conservatorio. En el seno de la institución propició junto con el Maestro José Antonio Abreu la fundación de la Orquesta Nacional Juvenil Juan José Landaeta, primer núcleo de la Fundación del Estado para el Sistema Nacional de las Orquestas Juveniles e Infantiles de Venezuela. Ambos maestros, Sauce y Abreu dirigieron el concierto inaugural de la Orquesta el 30 de abril de 1975 en un Concierto de Estado en la Casa Amarilla, sede del Ministerio de Relaciones Exteriores de Venezuela.
En el seno de dicho Conservatorio, se dio un gran impulso a los estudios de Composición musical con la creación de la primera cátedra de Música Electroacústica y de Música del siglo XX, convirtiéndose en la primera cátedra en su tipo que se impartía en el país a nivel de conservatorio. Dicha cátedra, una de las más modernas en el país hasta la actualidad, estuvo a cargo primeramente de los maestros Eduardo Kusnir, Antonio Mastrogiovanni, Héctor Tosar, Beatriz Lockhart y Primo Casale, posteriormente Alfredo del Mónaco, Juan Francisco Sans y Miguel Astor, entre otros. 
Dentro de esta institución hacen vida agrupaciones como una Orquesta juvenil, el Coro de Niños Adda Elena Sauce, Coro José Peñín, Coral Venezuela, Orquesta Creativa Crea Música y una estudiantina. Dentro del seno del conservatorio existe la Cátedra Libre de Piano Venezolano y Latinoamericano a cargo de la reconocida pianista Guiomar Narváez y también la Cátedra de guitarra clásica Antonio Lauro en homenaje a este reconocido guitarrista venezolano quien también fue maestro del conservatorio. 
Entre algunos de los músicos más reconocidos que han cursado estudios en esta institución se encuentran Maria Guinand, Juan Francisco Sans, Josefina Benedetti, Mariantonia Palacios, Sara Catarine, Leonardo Lozano, Diana Arismendi, José Agustín Lira, Adina Izarra, Clara Rodríguez, Miguel Astor, Alfredo Maza, Icli Zitella y Elisa Vegas, entre otros.

## Especialidades
El conservatorio forma profesionales de la música en las especialidades de:
- Canto Lírico
- Clarinete
- Contrabajo
- Flauta
- Guitarra Clásica
- Guitarra Eléctrica
- Percusión Clásica
- Piano
- Saxofón
- Trompeta
- Violín
- Violoncello
- Batería
- Composición